# Acrothyrea amoenus
Acrothyrea amoenus är en skalbaggsart som beskrevs av Paul Norbert Schürhoff 1942. Acrothyrea amoenus ingår i släktet Acrothyrea och familjen Cetoniidae. Inga underarter finns listade i Catalogue of Life.